# Nikolaus von Schönberg

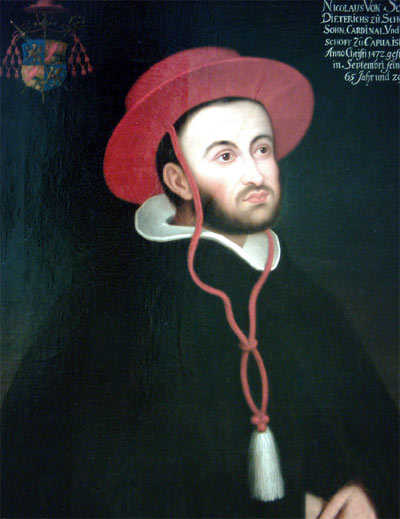
Nikolaus Kardinal von Schönberg (Gemälde, 16. Jhd.)

Nikolaus Kardinal von Schönberg OP (* 11. August 1472 in Meißen; † 7. September 1537 in Rom) war ein römisch-katholischer Geistlicher. Er bereiste als Erzbischof von Capua und Gesandter des Papstes ganz Europa.

## Leben
Nach dem Studium beider Rechte in Pisa trat Schönberg, nachdem er eine Predigt Girolamo Savonarolas gehört hatte, in den Dominikanerkonvent San Marco in Florenz ein. Im Orden stieg er bald zu Leitungsämtern auf: Von 1502 bis 1506 war er Prior in Lucca, 1506 in Siena und von 1506 bis 1508 in Florenz. Nachdem er bereits von 1504 bis 1506 als Definitor der dominikanischen Reform-Kongregation amtiert hatte, bekleidete Pater Nikolaus von 1506 bis 1508 das Amt des Sozius des Ordensmeisters Jean Cleére. 1508 stieg er unter dem neuen Generalmagister Thomas Cajetan de Vio zum Generalprokurator der Dominikaner auf. Dieses Amt übte er bis 1515 aus. Ab 1510 war er auch als Professor an der Sapienza in Rom tätig. 1512 fungierte er als Ordensvikar und Visitator der deutschen Ordensprovinz. Beim Fünften Laterankonzil war Schönberg zugleich Prokuratur des Herzogs Georg von Sachsen an der römischen Kurie. Seit 1517 fungierte er neben G. M. Giberti als wichtiger Berater des Kardinalnepoten und späteren Papstes Clemens VII. Papst Leo X. ernannte den Dominikanermönch schließlich im Jahr 1520 zum Erzbischof von Capua, was er bis 1536 blieb. Unter insgesamt vier Päpsten war er Vertreter der deutschen Belange an der Kurie. Wiederholt wurde er zum päpstlichen Gesandten bestellt, so in Polen, Ungarn, Blois, Burgos und London. Am Zustandekommen des Friedens von Cambrai (1529) war er beteiligt. Von 1530 bis 1532 war er zudem Gouverneur von Florenz. Papst Paul III. erhob Nikolaus von Schönberg im Konsistorium vom 21. Mai 1535 zur Kardinalswürde und ernannte ihm am 31. Mai 1537 bei der Überreichung des Roten Hutes zum Kardinalpriester der Titelkirche San Sisto.
Auch in der Causa Lutheri lässt sich Schönbergs Einflussnahme nachweisen. So unterstützte er seine (Groß-)Neffen Karl von Miltitz und Julius von Pflug, den späteren Bischof von Naumburg. In seinen späten Jahren nahm von Nikolaus von Schönberg eine vermittelnde Position in Sachen Glaubenserneuerung ein und fördert kirchliche Reformen.
Der Kardinal starb am 7. September 1537 im Dominikanerkonvent von Santa Maria sopra Minerva in Rom. Er wurde in der gleichnamigen Kirche links neben dem Haupteingang begraben.

### Beziehungen zu Nikolaus Kopernikus
Als Abkömmling derer Schönberg trat Nikolaus eine Laufbahn in der Kirche an.
Im Jahre 1533 hielt sein Sekretär Johann Albrecht Widmannstetter eine Vorlesungsreihe in Rom, in der er die Theorien von Nicolaus Copernicus erläuterte, vermutlich hauptsächlich auf Basis des Commentariolus, den Copernicus ab etwa 1509 einigen Bekannten zugänglich gemacht hatte. Die Vorlesungen stießen bei Kardinälen und Clemens VII. auf großes Interesse, Freunde und Kollegen drängten schon länger den inzwischen über 60-Jährigen zur Veröffentlichung.
Am 1. November 1536 schrieb auch der inzwischen als Erzbischof von Capua emeritierte Kardinal von Schönberg einen Brief an Copernicus, in dem er diesen zur Veröffentlichung seiner Theorie drängte. Er bot an, die Kosten des Buchdrucks zu tragen. Schönberg habe dazu Dietrich von Rheden beauftragt, alles auf seine Kosten abzuschreiben und zu überbringen. Copernicus ließ sein Hauptwerk De revolutionibus orbium coelestium erst 1543 veröffentlichten, nach Schönbergs Tod bzw. kurz vor seinem eigenen Tod, und gab in der Einführung Schönbergs Brief im Wortlaut wieder.
In der Copernicus-Biographie von Pierre Gassendi aus dem Jahr 1654 wird Schönberg als ein früher Anhänger von dessen Weltbild angegeben.

## Werke
- Orationes quinque sacrae de admiranda Christi pugna cum diabolo in deserto coram Iulio II habitare. Leipzig 1511.
- Orationes vel potius divinorum eloquiorum enodationes. Leipzig 1512.
- Brief über Thomas Morus: Lettere di principi. Hrsg. v. G. Ruspoli. Venedig 1561, S. 127–130.